# Xã Hickory, Quận Schuyler, Illinois
Xã Hickory (tiếng Anh: Hickory Township) là một xã thuộc quận Schuyler, tiểu bang Illinois, Hoa Kỳ. Năm 2010, dân số của xã này là 154 người.